# Vzpírání na Letních olympijských hrách 1904
Vzpěračské soutěže na Letních olympijských hrách 1904 v St. Louis.

## Medailisté

### Muži
| Kategorie | Zlato                                        | Stříbro                                          | Bronz                                       |
| --------- | -------------------------------------------- | ------------------------------------------------ | ------------------------------------------- |
| Obouruč   | Perikles Kakousis · Řecko (GRE)              | Oscar Osthoff · Spojené státy americké (USA)     | Frank Kugler · Spojené státy americké (USA) |
| Desetiboj | Oscar Osthoff · Spojené státy americké (USA) | Frederick Winters · Spojené státy americké (USA) | Frank Kugler · Spojené státy americké (USA) |

## Přehled medailí
| Pořadí | Země                   | Zlato | Stříbro | Bronz | Celkově |
| ------ | ---------------------- | ----- | ------- | ----- | ------- |
| 1.     | Spojené státy americké | 1     | 2       | 2     | 5       |
| 2.     | Řecko                  | 1     | 0       | 0     | 1       |
| Celkem | Celkem                 | 2     | 2       | 2     | 6       |